# Éire
Éire je irsko ime za ''Irsko'', ime otoka in suverene države.

## Etimologija
Sodobna beseda Éire izhaja iz stare irske besede Ériu, ki je bilo ime gelske boginje. Ériu je bila najverjetneje boginja Irske, boginja suverenosti ali preprosto boginja dežele. Izvor besede Ériu sega v proto-keltski jezik, kjer je najverjetneje pomenilo ''obilna dežela''.
Ta proto-keltska oblika je nato postala Īweriū ali Īveriū v proto-gelskem jeziku. Najverjetneje je, da so si raziskovalci ta izraz sposodili. Med svojim raziskovanjem severozahodne Evrope (približno leta 320 pr. n. št.) je Piteas iz Masilije imenoval otok Ierne (napisano Ἰέρνη). V svoji knjigi Geographia (okrog leta 150 po n. št.) je Klavdij Ptolemaj imenoval otok Iouernia (napisano Ἰουερνία). Po teh treh zgodovinskih virih je Rimski Imperij imenovali otok Hibernia.
Evolucija besede je zato sledeča:
- Proto-keltsko *Φīwerjon
- Proto-gelsko *Īweriū ali *Īveriū
- Staroirsko Ériu
- Sodobno irsko Éire

V 19. stoletju so predlagali ime iz škotske Gelščine:
- ì (otok) + thairr (zahod) + fónn (dežela), kar skupaj tvori ì-iar-fhónn, ali "otok na zahodu"

Podobno je nordijsko ime za Irce, ''ljudje iz zahoda'', ki tako da ime islandskega otoka Vestmannaeyjar.

### Razlika medÉireinErin
Medtem ko je Éire le ime za Irski otok v Irščini in včasih tudi v Angleščini, je Erin skupno pesniško ime za Irsko kot npr. Erin go bragh. Razlika je v sklanjatvi samostalnika v Irščini. Éire velja za imenovalnik, Erin pa za dajalnik. V rodilniku se uporablja Éireann, ki se uporablja v gelskih oblikah imen različnih podjetij in ustanov na Irskem kot npr. Iarnród Éireann (Irske železnice), Dáil Éireann (Irski parlament), Poblacht na hÉireann (Republika Irska) ali Tuaisceart Éireann (Severna Irska).

## Kot državno ime
4. člen irske ustave iz leta 1937 je sprejela vlada pod vodstvom Éamona de Valere, ki pravi, da je Éire ime države ali v angleškem jeziku Ireland. Kljub členu 8, ki uvršča Irščino v ''narodni'' in ''prvi uradni'' jezik, Éire izginja iz vsakdanjega življenja in literature. Ime Éire se je uporabljalo na poštnih znamkah od leta 1922 in na irskih kovancih (vključno z irskimi evro kovanci) in skupaj z ''Ireland'' na potnih listih in drugih uradnih dokumentih od leta 1937. Éire se uporablja tudi na pečatu irskega predsednika.